# Mimocaris heterocarpoides
Mimocaris heterocarpoides is een garnalensoort uit de familie van de Hippolytidae. De wetenschappelijke naam van de soort is voor het eerst geldig gepubliceerd in 1903 door Nobili.